# Tirhuta
Tirhuta O mithilakshar es el sistema de escritura tradicional utilizado para el idioma maithili en Mithilia, región de Bihar (India) y el oriente de la región de Terai de Nepal. 
La referencia más antigua al tirhuta es del templo Janaki Mandir, emplazamiento de la boda legendaria de Rama y Sita.
El alfabeto tiene una rica historia que abarca mil años aunque su uso ha decrecido por el abandono gubernamental en Nepal y Bihar. La mayoría de hablantes de maithili ha pasado a utilizar el alfabeto devanagari, también utilizado para las lenguas de india central como el nepalí y el hindi. Como resultado, el número de personas con conocimiento del tirhuta ha decaído considerablemente en los años recientes.

## Historia y estado actual
El resto más antiguo del tirhuta se encuentra en Janaki Mandir, lugar histórico para el sánscrito. A pesar del cambio universal del tirhuta al devanagari para transcribir el Maithili, algunos pandits tradicionaes todavía utilizar el tirhuta para cartas ceremoniales (pātā) usadas en ritos como el matrimonio. Las fuentes para ello estuvieron desarrolladas en 2003.
La inclusión en 2003 del Maithili en el Octavo Anexo de la Constitución india habiendo le dio reconocimiento oficial como lengua independiente de hindi. Aun así, actualmente sólo Maithili escrito con escritura devanagari es oficialmente reconocido.

## Caracteres

### Consonantes
| Carácter | Carácter | Transcripción | Transcripción |
| Imagen   | Texto    | IAST          | IPA           |
| -------- | -------- | ------------- | ------------- |
|          | 𑒏        | ka            | /kа/          |
|          | 𑒐        | kha           | /kʰа/         |
|          | 𑒑        | ga            | /Gа/          |
|          | 𑒒        | gha           | /Gʱа/         |
|          | 𑒓        | ṅUn           | /ŋа/          |
|          | 𑒔        | ca            | /t͡ʃUn/        |
|          | 𑒕        | cha           | /t͡ʃʰUn/       |
|          | 𑒖        | ja            | /d͡ʒUn/        |
|          | 𑒗        | jha           | /d͡ʒʱUn/       |
|          | 𑒘        | ña            | /ɲUn/         |
|          | 𑒙        | ṭUn           | /ʈUn/         |
|          | 𑒚        | ṭha           | /ʈʰUn/        |
|          | 𑒛        | ḍUn           | /ɖUn/         |
|          | 𑒜        | ḍha           | /ɖʱUn/        |
|          | 𑒝        | ṇUn           | /ɳUn/         |
|          | 𑒞        | ta            | /t̪Un/         |
|          | 𑒟        | tha           | /t̪ʰUn/        |
|          | 𑒠        | da            | /d̪Un/         |
|          | 𑒡        | dha           | /d̪ʱUn/        |
|          | 𑒢        | na            | /na/          |
|          | 𑒣        | pa            | /pa/          |
|          | 𑒤        | pha           | /pʰUn/        |
|          | 𑒥        | ba            | /ba/          |
|          | 𑒦        | bha           | /bʱUn/        |
|          | 𑒧        | ma            | /ma/          |
|          | 𑒨        | ya            | /ja/          |
|          | 𑒩        | ra            | /ra/          |
|          | 𑒪        | la            | /la/          |
|          | 𑒫        | va            | /ʋUn/         |
|          | 𑒬        | śUn           | /ʃUn/         |
|          | 𑒭        | ṣUn           | /ʂUn/         |
|          | 𑒮        | sa            | /sa/          |
|          | 𑒯        | ha            | /ɦUn/         |

### Vocales
| Independiente             | Independiente | Dependente                    | Dependente | Transcripción | Transcripción |
| Imagen                    | Texto         | Imagen                        | Texto      | IAST          | IPA           |
| ------------------------- | ------------- | ----------------------------- | ---------- | ------------- | ------------- |
| Tirhuta letter A          | 𑒁             | a                             | /а/        |               |               |
| Tirhuta letter АА         | 𑒂             | Tirhuta vowel sign АА         | 𑒰           | ā             | /а:/          |
| Tirhuta letter І          | 𑒃             | Tirhuta vowel sign І          | 𑒱           | і             | /і/           |
| Tirhuta letter ІІ         | 𑒄             | Tirhuta vowel sign ІІ         | 𑒲           | ī             | /і:/          |
| Tirhuta letter U          | 𑒅             | Tirhuta vowel sign U          | 𑒳           | u             | /u/           |
| Tirhuta letter UU         | 𑒆             | Tirhuta vowel sign UU         | 𑒴           | ū             | /u:/          |
| Tirhuta letter vocalic R  | 𑒇             | Tirhuta vowel sign vocalic R  | 𑒵           | ṛ             | /r̩/           |
| Tirhuta letter vocalic RR | 𑒈             | Tirhuta vowel sign vocalic RR | 𑒶           | ṝ             | /r̩ː/          |
| Tirhuta letter vocalic L  | 𑒉             | Tirhuta vowel sign vocalic L  | 𑒷           | ḷ             | /l̩/           |
| Tirhuta letter vocalic LL | 𑒊             | Tirhuta vowel sign vocalic LL | 𑒸           | ḹ             | /l̩ː/          |
| Tirhuta letter Е          | 𑒋             | Tirhuta vowel sign ЕЕ         | 𑒹           | ē             | /е:/          |
| Tirhuta vowel sign Е      | 𑒺              | e                             | /е/        |               |               |
| Tirhuta letter АІ         | 𑒌             | Tirhuta vowel sign АІ         | 𑒻           | аі            | /аі/          |
| Tirhuta letter О          | 𑒍             | Tirhuta vowel sign ОО         | 𑒼           | ō             | /о:/          |
| Tirhuta vowel sign О      | 𑒽              | о                             | /о/        |               |               |
| Tirhuta letter AU         | 𑒎             | Tirhuta vowel sign АU         | 𑒾           | аu            | /аu/          |

### Otros
| Imagen | Texto | Nombre      | Notas                                                                               |
| ------ | ----- | ----------- | ----------------------------------------------------------------------------------- |
|        | 𑒿      | candrabindu | Marca la nasalización de una vocal                                                  |
|        | 𑓀      | anusvara    | Nasalización                                                                        |
|        | 𑓁      | visarga     | Marca el sonido [h], un alófono de [r] y [s] en pausa (al final de una enunciación) |
|        | 𑓂      | virama      | Utilizado para suprimir la vocal inherente                                          |
|        | 𑓃      | nukta       | Utilizado para crear nuevas consonants                                              |
|        | 𑓄     | avagraha    | Utilizado para indicar prodelización de una [a]                                     |
|        | 𑓅     | gvang       | Utilizado para marcar nasalización                                                  |

### Números
El tirhuta utiliza sus propios dígitos para el sistema numeral decimal posicional.
| Imagen |   |   |   |   |   |   |   |   |   |   |
| Texto  | 𑓐 | 𑓑 | 𑓒 | 𑓓 | 𑓔 | 𑓕 | 𑓖 | 𑓗 | 𑓘 | 𑓙 |
| Dígito | 0 | 1 | 2 | 3 | 4 | 5 | 6 | 7 | 8 | 9 |

## Unicode
El tirhuta fue añadido al estándar Unicode en junio de 2014 con la versión 7.0.
El bloque unicode para Tirhuta es U+11480@–U+114DF:
| Tirhuta Official Unicode Consortium code chart (PDF)                                |   |   |   |   |   |   |   |   |   |   |   |   |   |   |   |   |
|                                                                                     | 0 | 1 | 2 | 3 | 4 | 5 | 6 | 7 | 8 | 9 | A | B | C | D | E | F |
| U+1148x                                                                             | 𑒀 | 𑒁 | 𑒂 | 𑒃 | 𑒄 | 𑒅 | 𑒆 | 𑒇 | 𑒈 | 𑒉 | 𑒊 | 𑒋 | 𑒌 | 𑒍 | 𑒎 | 𑒏 |
| U+1149x                                                                             | 𑒐 | 𑒑 | 𑒒 | 𑒓 | 𑒔 | 𑒕 | 𑒖 | 𑒗 | 𑒘 | 𑒙 | 𑒚 | 𑒛 | 𑒜 | 𑒝 | 𑒞 | 𑒟 |
| U+114Ax                                                                             | 𑒠 | 𑒡 | 𑒢 | 𑒣 | 𑒤 | 𑒥 | 𑒦 | 𑒧 | 𑒨 | 𑒩 | 𑒪 | 𑒫 | 𑒬 | 𑒭 | 𑒮 | 𑒯 |
| U+114Bx                                                                             | 𑒰  | 𑒱  | 𑒲  | 𑒳  | 𑒴  | 𑒵  | 𑒶  | 𑒷  | 𑒸  | 𑒹  | 𑒺  | 𑒻  | 𑒼  | 𑒽  | 𑒾  | 𑒿  |
| U+114Cx                                                                             | 𑓀  | 𑓁  | 𑓂  | 𑓃  | 𑓄 | 𑓅 | 𑓆 | 𑓇 |   |   |   |   |   |   |   |   |
| U+114Dx                                                                             | 𑓐 | 𑓑 | 𑓒 | 𑓓 | 𑓔 | 𑓕 | 𑓖 | 𑓗 | 𑓘 | 𑓙 |   |   |   |   |   |   |
| Notas Desde la versión Unicode 13.0 Las áreas grises indican segmentos no asignados |   |   |   |   |   |   |   |   |   |   |   |   |   |   |   |   |